# Николеску, Мирон
Мирон Николеску (рум. Miron Nicolescu; 27 августа 1903, г.  Джурджу — 30 июня 1975, Бухарест, Социалистическая Республика Румыния) — румынский математик, педагог, профессор, доктор наук, академик Румынской академии (1955) и её президент (с 1966). Иностранный член АН СССР (1972).

## Биография
После окончания учёбы на факультете математики Бухарестского университета в 1924 году, отправился в Париж, где поступил и продолжил образование в Высшей нормальной школе и Сорбонне.
В 1928 году под руководством Поля Монтеля защитил докторскую диссертацию Fonctions complexes dans le plan et dans l’espace.
По возвращении в Румынию, до 1940 года преподавал в Черновицком университете.
В 1936 году был избран ассоциированным членом Румынской академии, а в 1953 году — её действительным членом.
С 1948 директор института математики Румынской академии и профессор Бухарестского университета.
С 1966 до своей смерти занимал пост президента Румынской академии.
На Международном конгрессе математиков, состоявшейся в Ванкувер (Канада) в 1974 году он был избран вице-президентом Международного математического союза.

## Научная деятельность
Автор трудов по теории функций . Ему принадлежат 3-томный труд «Математический анализ» (1957—1960), сочинение «Функции действительного переменного и элементы функционального анализа» (1962) и учебник по математическому анализу (1952—1964).